# Battenbergkaka

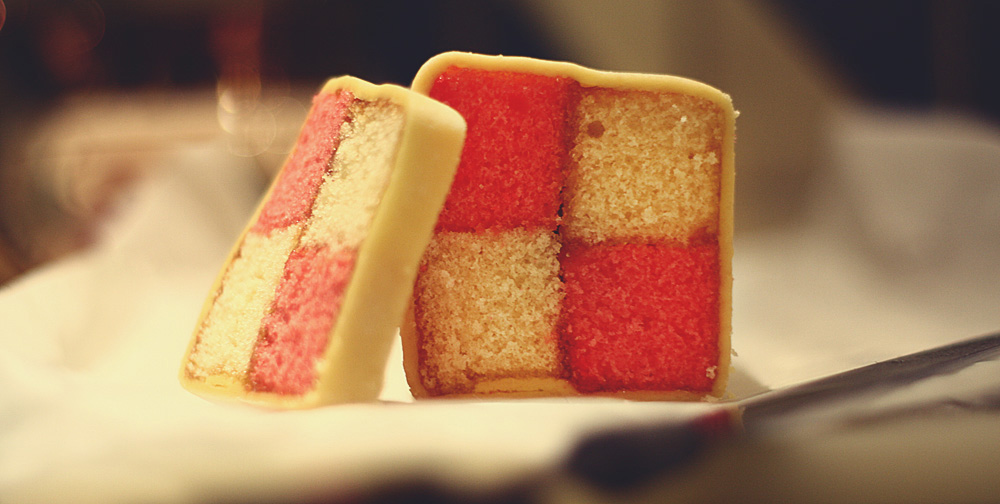
Battenbergkaka.

Battenbergkaka är en brittisk sockerkaka täckt med marsipan. Om man delar kakan kommer man att kunna se fyra stycken rutor, två rosa och två gula. Man tror att kakan skapades i samband med äktenskapet 1884 mellan Viktoria av Hessen-Darmstadt och Prins Ludvig av Battenberg. Kakan började säljas i större omfattning i början av 1900-talet.
Enligt The Oxford Companion to Food, nämndes "Battenberg cake" första gången i tryck 1903. Dock nämndes "Battenburg cake" i: Frederick Vine, Saleable Shop Goods for Counter-Tray and Window… (London, England: Office of the Baker and Confectioner, 1898).
Battenbergkakan har gett namn till battenburgmönster med stora rutor i två färger på reflekterande material som används på utryckningsfordon.